# Lliga lituana de bàsquet
La lliga lituana de bàsquet, en lituà: Lietuvos Krepšinio Lyga, abreujada com a LKL, és la màxima competició professional de basquetbol de Lituània. Fou creada el 1993 en independitzar-se el país.

## Equips participants (temporada 2017-2018)
| Equip                 | Ciutat    |
| --------------------- | --------- |
| KK Neptūnas           | Klaipėda  |
| BC Lietuvos Rytas     | Vílnius   |
| BC Žalgiris Kaunas    | Kaunas    |
| KK Juventus           | Utena     |
| KK Šiauliai           | Šiauliai  |
| KK Alytaus Dzūkija    | Alytus    |
| KK Prienai (Vytautas) | Prienai   |
| Pieno zvaigzdes       | Pasvalys  |
| KK Nevėžis            | Kėdainiai |
| KK Lietkabelis        | Panevėžys |

Antics clubs
- KK Mažeikiai (Mažeikiai)
- KK Aisciai (Kaunas)
- KK Atletas (Kaunas)
- KK Drobė (Kaunas)
- KK Kraitenė (Marijampolė)
- Lavera (Kaunas)
- KK Nafta (Mažeikiai)
- Neca (Kaunas)
- LL Olimpas (Plungė)
- KK Panevėžys (Panevėžys)
- KK Perlas (Vílnius)
- KK Rudupis (Prienai)
- KK Statyba (Vílnius)
- KK Šilutė (Šilutė)
- LSU-Baltai Kaunas (Kaunas)
- Palanga Triobet (Palanga)
- KK Sakalai (Vílnius)
- KK Sūduva (Marijampolė)

## Historial
| Temporada | Campió          | Subcampió          | Final |
| 1993-94   | Žalgiris Kaunas | KK Atletas         | 3:1   |
| 1994-95   | Žalgiris Kaunas | KK Atletas         | 3:0   |
| 1995-96   | Žalgiris Kaunas | KK Atletas         | 3:2   |
| 1996-97   | Žalgiris Kaunas | Žemaitijos Olimpas | 3:0   |
| 1997-98   | Žalgiris Kaunas | KK Atletas         | 3:1   |
| 1998-99   | Žalgiris Kaunas | Lietuvos Rytas     | 3:0   |
| 1999-00   | Lietuvos Rytas  | Žalgiris Kaunas    | 3:1   |
| 2000-01   | Žalgiris Kaunas | Lietuvos Rytas     | 3:2   |
| 2001-02   | Lietuvos Rytas  | Žalgiris Kaunas    | 4:3   |
| 2002-03   | Žalgiris Kaunas | Lietuvos Rytas     | 4:2   |
| 2003-04   | Žalgiris Kaunas | Lietuvos Rytas     | 4:0   |
| 2004-05   | Žalgiris Kaunas | Lietuvos Rytas     | 4:0   |
| 2005-06   | Lietuvos Rytas  | Žalgiris Kaunas    | 4:0   |
| 2006-07   | Žalgiris Kaunas | Lietuvos Rytas     | 4:2   |
| 2007-08   | Žalgiris Kaunas | Lietuvos Rytas     | 4:1   |
| 2008-09   | Lietuvos Rytas  | Žalgiris Kaunas    | 4:1   |
| 2009-10   | Lietuvos Rytas  | Žalgiris Kaunas    | 4:3   |
| 2010-11   | Žalgiris Kaunas | Lietuvos Rytas     | 4:1   |
| 2011-2012 | Žalgiris Kaunas | Lietuvos Rytas     | 2:0   |
| 2012-2013 | Žalgiris Kaunas | Lietuvos Rytas     | 4:0   |
| 2013-2014 | Žalgiris Kaunas | KK Neptūnas        | 4:2   |
| 2014-2015 | Žalgiris Kaunas | Lietuvos Rytas     | 4:0   |
| 2015-2016 | Žalgiris Kaunas | KK Neptūnas        | 4:1   |
| 2016-2017 | Žalgiris Kaunas | KK Lietkabelis     | 4:1   |

## Palmarès
| Club            | Títols | Temporades |
| --------------- | ------ | --- |
| Žalgiris Kaunas | 19     | 1993-94, 1994-95, 1995-96, 1996-97, 1997-98, 1998-99, 2000-01, 2002-03, 2003-04, 2004-05, 2006-07, 2007-08, 2010-11, 2011-12, 2012-13, 2013-14, 2014-15, 2015-16 i 2016-17. |
| Lietuvos Rytas  | 5      | 1999-00, 2001-02, 2005-06, 2008-09 i 2009-10. |